# (3142) Kilopi
(3142) Kilopi (1937 AC) – planetoida z pasa głównego asteroid okrążająca Słońce w ciągu 4,08 lat w średniej odległości 2,55 au. Odkryta 9 stycznia 1937 roku.